# Моше Ялон
Моше Ялон (на иврит: ‏משה יעלון‎) е израелски военен генерал, роден през 1950 г. в Кирия Хаим в Северен Израел.
Военната му кариера започва през 1968 г. в бригада „Нахал“ като парашутист. Участва във войната Йом Кипур, по-късно е произведен в офицерско звание. През 1978 г. участва в операция „Литани“ в Ливан. За известно време ръководи елитната част Сайерет Маткал. В периода 1979-1982 г. участва във военните операции на израелската армия в Ливан, като малко преди края им там е ранен. През 1986 г. специализира в генералщабна академия във Великобритания.
През 1995 г. Ялон поема ръководството на военното разузнаване АМАН. Получава чин „алуф“, съответстващ на генерал-майор. От 15 септември 2000 г. заема длъжността на началник-щаб на израелската армия. През юли 2002 г. застава начело на Цахал – израелските отбранителни сили. През февруари 2005 г. неочаквано за мнозина мандатът на Ялон не е продължен от министъра на отбраната Шаул Мофаз. На 1 юни 2005 г. мястото му е заето от Дан Халуц.
Моше Ялон минава по-скоро за дясно ориентиран. Той критикува изтеглянето на Израел от Ивицата Газа. Някои от изказванията му будят раздразнение сред опонентите му, като например сравнението на палестинската опасност с раково образувание.
Издава книгата със спомени „Дълъг кратък път“ през 2008 г. Става член на партията Ликуд през ноември същата година и депутат в Кнесета. Избран е за министър на отбраната на 18 март 2013 година.